# Жан-Жак Анно
Жан-Жак Анно́ (фр. Jean-Jacques Annaud; нар. 1 жовтня 1943, Ессонн, Іль-де-Франс, Франція) — французький кінорежисер.
Закінчив Національну вищу школу імені Луї Люм'єра та французьку державну кіношколу La femis.
Створив драматичні комедії («Чорне і біле» у кольорі), екранізації літературних творів («Боротьба за вогонь», «Ім'я троянди», «Ведмідь», «Коханець»).

## Фільмографія
| Рік  | Фільм                                                |
| ---- | ---------------------------------------------------- |
| 1976 | Чорне і біле в кольорі (Noirs et Blancs en couleurs) |
| 1979 | Удар головою (Coup de tête)                          |
| 1981 | Пошуки вогню (La Guerre du feu)                      |
| 1986 | Ім'я троянди (Le Nom de la Rose)                     |
| 1988 | Ведмідь (L'Ours)                                     |
| 1991 | Коханець (L'Amant)                                   |
| 1995 | Крила відваги (Les Ailes du courage)                 |
| 1997 | Сім років у Тибеті (Sept ans au Tibet)               |
| 2001 | Ворог біля воріт (Stalingrad)                        |
| 2004 | Два брата (Deux Frères)                              |
| 2007 | Його Величність Мінор ('Sa majesté Minor)            |
| 2011 | Чорне золото (Or Noir)                               |
| 2015 | Тотем вовка (Le Dernier Loup)                        |
| 2022 | Нотр-Дам у вогні (Notre-Dame brûle)                  |